# 王永明 (1958年)
王永明（1958年2月—），男，汉族，新疆呼图壁人，中华人民共和国政治人物，曾任新疆维吾尔自治区政协副主席，新疆维吾尔自治区人大常委会副主任、秘书长。